# Steinzeitballade
Steinzeitballade ist eine deutsche Literaturverfilmung der DEFA von Ralf Kirsten aus dem Jahr 1961. Sie beruht auf dem Roman Anna Lubitzke von Ludwig Turek.

## Handlung
Das Jahr 1946: Berlin liegt in Trümmern und eine Gruppe Frauen – Anna Lubitzke, Martha Breuer, Mutter Knorz, Clarissa Stoltze, Hermine Säuberlich, Ziska und Inge – beseitigen die Trümmer. Sie werden dafür von Bauunternehmer Scharrhahn bezahlt, der mit seiner Sekretärin Tuchelmann und verschiedenen Mittelsmännern sein Geld mit Zementschieberei verdient. Die Gruppe der Frauen wird von Anna Lubitzke zusammengehalten, die für Disziplin sorgt und als Vorarbeiterin stets die Anweisungen und Mengenvorgaben von Scharrhahn erhält. Ihre Rolle sorgt bei den fauleren Arbeiterinnen wie der Sängerin Ziska für Unmut. Anna hat im Krieg ihren Mann verloren. Eines Tages sitzt vor ihrer Tür der Heimkehrer Ferdinand, der Kartoffeln bei sich hat, die er nicht kochen kann. Anna nimmt ihn bei sich auf. Er ist gelernter Schlosser und kriegt schnell Arbeit. Anna und er fassen Vertrauen zueinander und verlieben sich zaghaft.
Der SED-Mann Berger erscheint eines Tages auch bei Scharrhahn. Er legt fest, dass unter den Trümmerfrauen seines Betriebes ein Betriebsrat gewählt werden muss. Obwohl Scharrhahn seine Geliebte Ziska durchsetzen will, entscheiden sich die Frauen für Anna. Die nimmt ihre Aufgabe ernst. Als sie erkennt, dass es der ständig rauchenden Hermine Säuberlich schlecht geht, begleitet sie sie nach Hause. Hermine wohnt in einem halb zerbombten Haus. Ihr Besitz lässt sich in eine Tasche packen. Anna ist erschüttert und bringt Hermine zu Mutter Knorz, die bereit einen Waisenjungen bei sich aufgenommen hat. Hermine bleibt einige Tage bei ihr, doch hat die Gruppe einen Entschluss gefasst. Sie will für Hermine ein eigenes Haus bauen. Das Grundstück stellt Martha zur Verfügung. Die Frauen – Ziska ist inzwischen gegangen, weil sie Bardame werden will – arbeiten nun mehr als vorher, um Steine für den Bau abzweigen zu können, und auch die Freunde der Arbeiterinnen beteiligen sich am Organisieren. Zusammen bauen sie ein kleines Haus für Hermine auf und feiern schließlich gemeinsam die Einweihung. Scharrhahn zeigt sich vor Berger empört, dass die Frauen „seine“ Steine gestohlen hätten. Er macht Anna dafür verantwortlich, die er am liebsten absetzen lassen würde. Er hat bereits in einer hochnäsigen, brutalen Frau einen Ersatz für sie gefunden, doch zeigen die Arbeiterinnen der Neuen die kalte Schulter. Die Tage von Scharrhahn sind wiederum gezählt. Seine Schieberkumpane werden festgenommen und er flieht überstürzt mit der Betriebskasse. Mit einem Trick gelingt es den Arbeiterinnen, einen Geldboten der Schieber zu täuschen und so an einen Teil der Schiebergelder zu kommen. Zusammen mit Berger leiten sie die Verhaftung der Schieber ein. Berger wiederum stellt fest, dass die Frauen sich nun selbst organisieren müssen. Im Rückblick stellt Anna fest, dass sie es aus eigener Kraft geschafft haben und die Steinzeit nach 1945 nun vorbei sei.

## Produktion
Steinzeitballade wurde 1960 unter dem Arbeitstitel Anna Lubitzke und Guten Morgen, Berlin! gedreht. Die Kostüme schufen Elli-Charlotte Löffler und Lydia Fiege, die Filmbauten stammen von Willy Schiller und für die Dramaturgie war Marieluise Steinhauer verantwortlich. Der Film wird von Liedern untergliedert, die das Geschehen wie im Brecht’schen Epischen Theater kommentieren. Die Liedtexte stammen von Heinz Kahlau. Gina Presgott trägt als Arbeiterin Clarissa Stoltze ein Gedicht vor, das Gisela Steineckert geschrieben hat.
Steinzeitballade erlebte am 12. Januar 1961 im Berliner Volkshaus seine Premiere. Am folgenden Tag lief er in den Kinos der DDR an. Im Jahr 1991 wurde der Film im Rahmen der Reihe Panorama auf der Berlinale gezeigt.

## Kritik
Die zeitgenössische Kritik der DDR erkannte zwar den experimentellen Charakter des Films an, der zu einem „hohen Grad symbolkräftiger, einprägsamer Stilisierung“ führe, kritisierte jedoch, dass die einzelnen Charaktere ohne Entwicklung bleiben und die Handlung über das Experimentieren verloren gehe – „Spannungslosigkeit ist das Ergebnis.“ Anderen Kritikern waren die „Heldinnen zu glatt geraten“.
Der film-dienst nannte Steinzeitballade ein „darstellerisch herausragendes Filmexperiment für aufgeschlossene Zuschauer.“ Erika Richter wiederum bezeichnete den Film rückblickend als „filmisch ambitioniert…“, aber mit „naiver Direktheit“ verwirklicht; vor dem Hintergrund der weiteren künstlerischen Entwicklung Ralf Kirstens gehöre der Film jedoch zu den „notwendigen Irrtümern“ der DEFA.